# Fiodor Tchernozoubov
Fiodor Grigorievitch Tchernozoubov ou Theodore G. Tchernozoubov (en russe : Фёдор Григорьевич Чернозубов) est un général russe né le 14 septembre 1863 et mort le 14 novembre 1919 .
Il a commandé la brigade cosaque persane de 1903 à 1906.